# オリョール (宇宙船)
オリョール (ロシア語: Орёл Orel / Oryol) は、ロスコスモスにより2023年現在開発が進められている次世代の宇宙船である。
もともとは、次世代有人輸送船を意味するロシア語の頭文字からPTK NP (Пилотируемый Транспортный Корабль Нового Поколения, Pilotiruemyi Transportny Korabl Novogo Pokoleniya)、または次世代有人輸送システムの頭文字からPPTS (Перспективная Пилотируемая Транспортная Система, Perspektivnaya Pilotiruemaya Transportnaya Sistema) と呼ばれていた。2016年にはフィディラーツィヤ (ロシア語: Федерация Federatsiya) の名称が与えられたが、2019年に現在の名称へと改名されている。
この計画の目標は、50年以上前の旧ソ連時代に開発されたソユーズ宇宙船を代替する新型有人宇宙船を開発することである。ロシア連邦宇宙局は欧州宇宙機関との間でCSTSの共同開発を進めていたが、CSTSは欧州宇宙機関が欧州補給機を基盤とした有人宇宙船の独自開発に舵を切ったため開発中止となった。これを受けてロシア連邦宇宙局は独自にPPTS計画を進めることとし、自国の宇宙産業に新型有人宇宙船の提案を要求した。2013年12月19日にRKKエネルギアとの間で開発契約が締結された。

## 概要

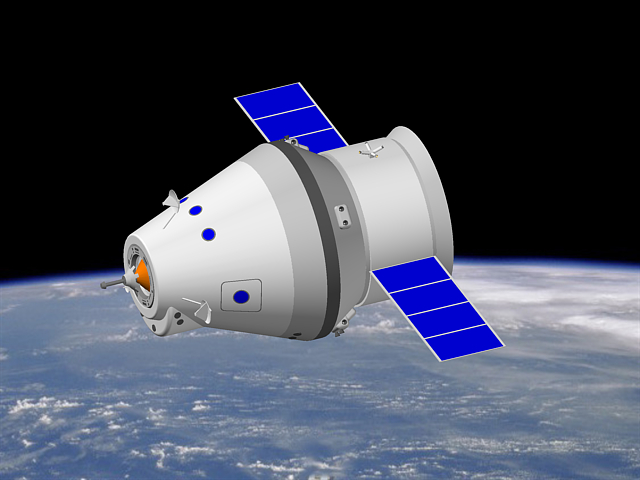
飛行中のオリョール（想像図）

ソユーズ宇宙船は、1967年のソユーズ1号以来50年以上に渡ってさまざまな改良を受けながらソ連・ロシアの有人宇宙飛行を担ってきたが、原設計の古さもあって陳腐化しつつあった。オリョールはソユーズを代替する宇宙船であり、ソユーズと同じくRKKエネルギアが開発を担当する。
オリョールはソユーズよりも大型で、最新型のソユーズMSでも3人乗りであるのに対しオリョールは最大で6名の宇宙飛行士を乗せることができる。形状も球形の軌道船と釣鐘型の帰還船、機械船の3要素からなるソユーズとは異なり、円錐台形のカプセルと機械船のみから構成されている。カプセルの大部分は再使用可能であり、月周回軌道や火星への飛行も視野に入れて開発が進められている。

## 歴史

### 独自開発に至る経緯

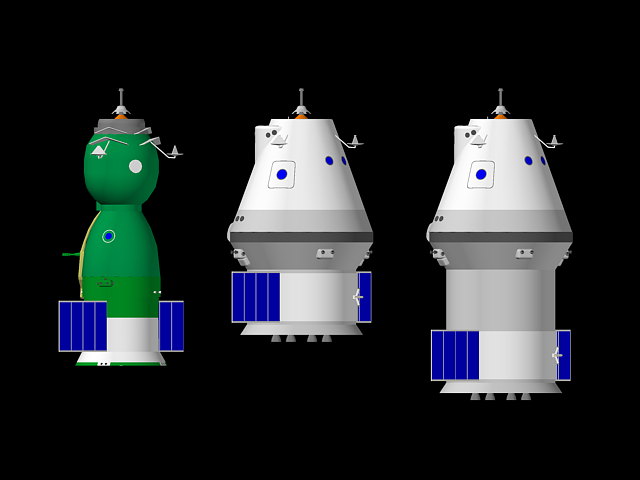
左からソユーズ、CSTSの低軌道構成、月軌道構成

RKKエネルギアが提案したクリーペルはコストを意識した実用的な設計を指向していたが、ロシア政府と外国からの大規模な経済支援がなければ実現する可能性は低かった。そのため、ロシア連邦宇宙局とRKKエネルギアは、クリーペルを海外のパートナーに売り込むことを目論んだ。
NASAはコンステレーション計画の一環としてオリオン宇宙船の開発に着手していたため、ロシアはヨーロッパをパートナーとして狙いを定めた。
欧州宇宙機関 (ESA)はNASAにコンステレーション計画への参加を打診していたが、色よい返事は得られていなかった。そのため、ヨーロッパは次世代型有人宇宙船の開発についてロシアと協力することを選んだ。しかし、ESAはロシアが設計したクリーペルを採用せず共同開発とすることを主張したため、新たにCSTSが計画された。
CSTSは2006年9月から2008年春までの18ヶ月に渡って初期検討が行われたものの、ESAは欧州補給機を有人型に発展させることを決めたため、CSTSは2008年11月のESA理事会を待たずに計画中止となった。
一方、ロシア連邦宇宙局は同時期にクルニチェフ国家研究生産宇宙センターから再三にわたって新しいアンガラ・ロケットで打ち上げることができるTKSを基にした次世代有人宇宙船の提案を受けていた。
CSTSが計画中止となったことを受けて、ロシア連邦宇宙局は新型有人宇宙船を独自開発することを決定した。

### PPTS計画の始まり
2009年の第1四半期に、ロシア連邦宇宙局は次世代有人宇宙船の要求仕様を確定させ、RKKエネルギアとクルニチェフからの提案を受領した。これがPPTS計画の実質的な始まりであった。次世代有人宇宙船の入札に参加したのはRKKエネルギアとクルニチェフの2社のみであり、ロシア連邦宇宙局は発注先の選定に入った。
宇宙局は計画そのものについては堅く口を閉ざしていたが、ロシア当局者がいくつかヒントとなる声明を出した。2009年1月21日、ロシア連邦宇宙局局長アナトーリー・ペルミノフはロシア紙ロシースカヤ・ガゼータに対して「ロシアは次世代有人宇宙船の独自開発を進めるだろう」と語った。ペルミノフはさらに、宇宙局とその研究機関であるTsNIIMashは次世代有人宇宙船を含む宇宙輸送システムを検討しており、宇宙船の開発者を選ぶ入札が行われるだろうと述べ、次世代有人宇宙船はアメリカのオリオン宇宙船と同時期に運用が開始されると予想されるが、詳細な開発計画は2010年代半ばには明らかになるだろうと語った。
2009年3月から2010年6月までの予備開発に8億ルーブル（2,400万ドル）の費用がかかると予想されていた。開発作業はまず低軌道型で技術基盤を構築し、続いて月軌道型および火星探査型を開発する形で進められる予定である。
宇宙局は要求仕様として宇宙船の技術水準およびコストを国際標準に適合させることと、既存の技術を可能な限り取り入れることを盛り込んだ。
2016年1月には、新型宇宙船の名称がフィディラーツィヤに決定されたことが発表された。事前にロシア国民を対象として行われた投票では、「フィディラーツィヤ」は1位の「ガガーリン (Гагарин)」や2位の「ヴェークタル (Вектор)」に続いて3位であったが、ロスコスモス内での議論の結果、3位のフィディラーツィヤが採用された。フィディラーツィヤは「連邦」という意味で、「同盟」という意味を持つソユーズ (союз) と合わせた名称となっている。

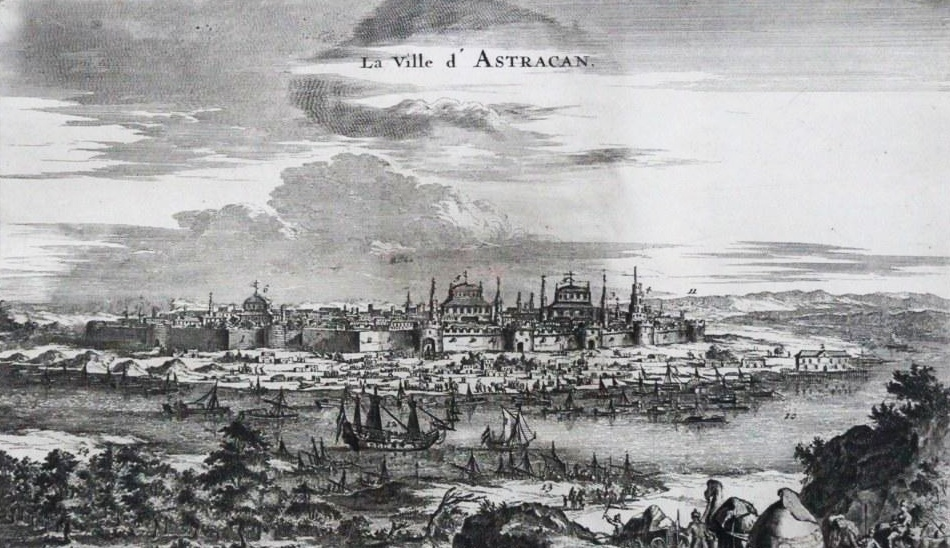
『アストラハンの眺めとフリゲート「オリョール」および小艦隊（Вид города Астрахани и фрегата «Орёл» с флотилией）』、コンラート・デッカー画、1670年

2019年、ロスコスモスのCEO、ドミトリー・ロゴージンが「宇宙機は女性名詞で呼ばれるべきでない」と発言し、男性名詞に変更する意向を示したが、これは大きな反響を呼び、この動きをジェンダーバイアスであるとみなした女性団体からも反発を受けた。これに対して、ロスコスモスは重複を避けつつ、機能に応じてファミリー化された、組織だった命名をすべきという議論をしているところである、と釈明した。その中で、アメリカがスペースシャトルで行っていたように、歴史的な船舶の名前を付ける（エンデバー、ディスカバリー、エンタープライズ）ことが検討され、17世紀のフリゲート艦オリョールやフラーグ、戦列艦エイストなどが候補に挙げられた。結局、開発プロジェクト名はフィディラーツィヤとし、製造される最初の宇宙機をオリョールと命名することに決定した。

## 設計

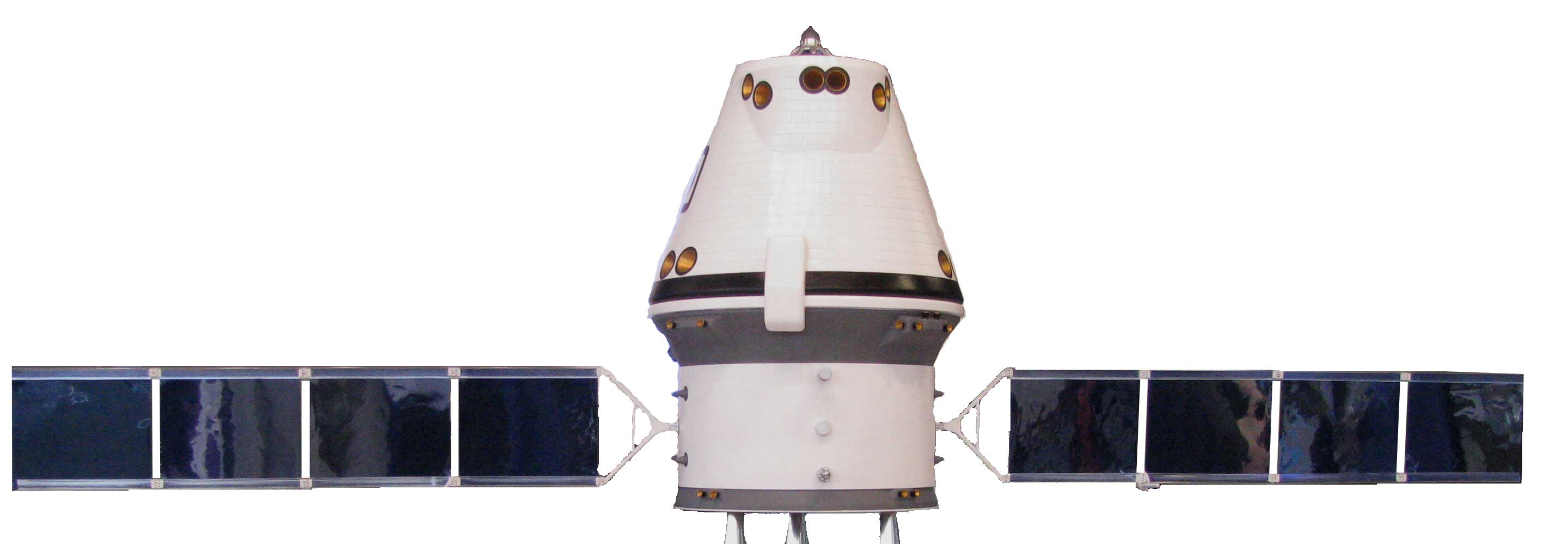
オリョール

ロシア連邦宇宙局は、地球周回や月探査、無人物資輸送など複数の形式の宇宙船を構想している。
2009年に発表された構想では、地球周回機は重量12トン、乗員6名で貨物搭載量は500キログラム以上とされている。
最大30日間の自律航行ができ、国際宇宙ステーション (軌道傾斜角51.6度) またはボストチヌイ宇宙基地から打ち上げられるロシアの将来型宇宙ステーション (軌道傾斜角51.8度) に1年間に渡って係留できる。
月探査機は重量16.5トン、乗員4名で、100キログラムまでの貨物を地上との間で往還でき、14日間の月周回ミッションあるいは最大200日間の月周回ステーションへの係留に対応する。
無人物資輸送機は2,000キログラム以上の貨物を地球周回軌道へ輸送でき、最低でも500キログラム以上の貨物を地球に持ち帰る能力を持たせることを構想している。
2009年3月時点で、ロシア連邦宇宙局は乗員カプセルの着陸精度を10キロメートル以内とすることを要求している。また、ミッションのいかなる段階においても緊急脱出機能および着陸機能を有し、救助・回収チームが到着するまで乗組員の生存を確保することが必須要件とされている。
ソユーズ宇宙船のように、オリョールの機体には翼がなく、全自動および手動でドッキングを行うことができる。輸送ミッションにおいて、軌道上の施設に複数回のドッキングを行うのに十分な推進能力と、大気圏に再突入して地球に安全に帰還する能力を備える。
乗員カプセルの設計要件では、大気圏内での飛行について環境上安全な推進剤のみを使用することが規定されている。ロシア連邦宇宙局は、乗員カプセルを15年間の設計寿命において最大10回再使用するという乗員モジュールの再使用オプションを保留している。
ソユーズは再突入時の減速をパラシュートに依存しており、固体ロケットモータは着陸時の衝撃を和らげるためにしか利用していない。これに対して、オリョールでは減速をロケットモータのみで行うことが提案されている。

## 打ち上げロケット
2018年現在、オリョールの打ち上げロケットとしてはソユーズ5が有力である。

### ルーシ-M
オリョール打ち上げ用ロケットの開発に係る入札が関連業界全体に対して行われた。ロシア連邦宇宙局が落札者の公表を延期したため、非公式筋ではサマーラを拠点とするTsSKBプログレスとKB Mashinostroeniaが有力候補であるとする声が多数であった。
ルーシ-Mと名付けられた新型ロケットは、共通のコアステージと、強力なRD-180エンジンを装備した可変数のブースターを備え、燃料は液体酸素とケロシンであると考えられた。 このエンジンはモスクワに本拠を置くNPOエネゴマシュがアメリカのアトラスVロケット用に開発したもので、優れた性能を発揮する。 第2段にはソユーズ2で使用されているRD-0124エンジンを2基使用すると想定された。第1段・第2段に既存のエンジンを採用することにより、プロジェクト全体の費用とリスクが大幅に削減する計画であった。
しかし、ルーシ-Mは2011年11月に開発中止が発表された。

### アンガラ

アンガラロケットのバリエーション

2012年7月、アンガラ A5がオリョールの打ち上げロケットとして使用されることが報じられた。

### ソユーズ5
ロシア連邦宇宙局は、アンガラ A5の改良型でオリョールを打ち上げる計画を中止し、代わりにFeniks / Sunkar プロジェクトで構想されてまだ開発されていないソユーズ5を選定した。
2017年4月にRKKエネルギアのウラディーミル・ソルンツェフ社長は、タス通信に対し「Sunkarロケットは、アンガラ A5ロケットよりも安価であるため、オリョールに好ましい打ち上げ機となるだろう」と語った。